# 엘브스뷘시

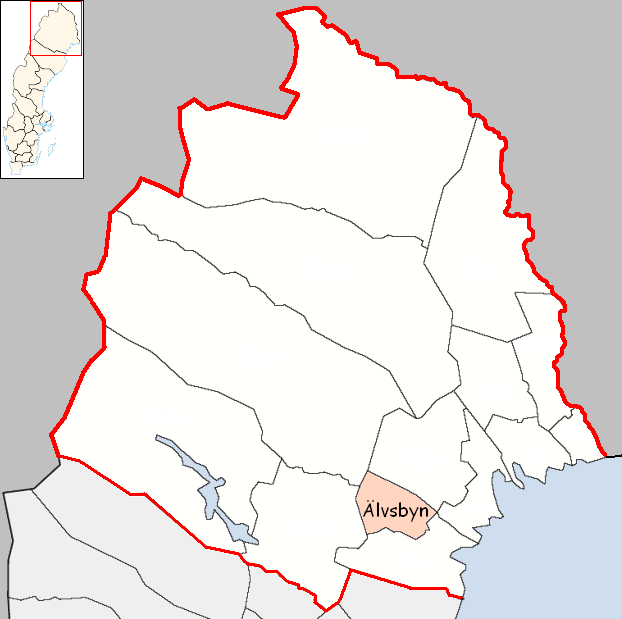
엘브스뷘 시의 위치

엘브스뷘시(스웨덴어: Älvsbyns kommun)는 스웨덴 노르보텐주에 위치한 지방 자치체로 행정 중심지는 엘브스뷘이며 면적은 1,795.24km2, 인구는 8,193명(2016년 12월 31일 기준), 인구 밀도는 4.6명/km2이다.

시 문장